# ملكية ريو دي لا بلاتا البديلة
ملكية ريو دي لا بلاتا البديلة (بالإسبانية: Virreinato del Río de la Plata) هي آخر الملكيَّات التمثيلية التابعة للإمبراطورية الإسبانية في الأمريكتين وأسرعها زوالاً.
تأسَّست ملكية ريو دي لابلاتا التمثيلية في سنة 1776 على أيدي عدَّة ملوك تمثيليِّين سابقين حكموا في البيرو، لتشمل مقاطعاتٍ تقع في أماكن مختلفة حول حوض نهر ريو دي لا بلاتا، في أقاليم تشمل تقريباً دول الأرجنتين وبوليفيا وباراغواي والأوروغواي الحديثة. وقد اختيرت بوينس آيرس لتكون عاصمة هذه الدولة، لوُقوعها على ضفَّة نهر ريو دي لا بلاتا. أدى ظهور هذه الدولة إلى حدوث عدة نتائج، منها تحرُّك النشاط التجاري في المنطقة (الذي كان مدفوعاً بكون بوينس آيرس آنذاك مركزاً كبيراً للتجارة غير القانونية)، كما وقد أصيبت المنطقة بتهديداتٍ أمنيَّة كثيرة لجذبها أنظار واهتمام الكثير من الدول الكبيرة، وأهمُّها هي مملكة بريطانيا العظمى ومملكة البرتغال.
وفي عام 1811، أعلن فرانسيسكو خافيير دي إيليو، الذي عينته الحكومة الإسبانية كـ "النائب" الجديد، أن جونتا بوينس آيرس متمردة. ومع ذلك، بعد هزيمته في لاس بيدراس، حافظ على السيطرة فقط على كولونيا ديل ساكرامينتو ومونتيفيديو. غادر إلى إسبانيا عبر سفينة في 18 نوفمبر واستقال في يناير 1812. في عام 1814، دخل الثوار الوطنيون مونتيفيديو بعد حصار دام لمدة عامين. تم حل المستعمرة في عام 1825 ككيان سياسي إسباني مع سقوط العليا بيرو ووفاة آخر نائب للملك، بيدرو أنطونيو أولانيتا.

## التاريخ

#### تاريخ
في عام 1680، قام مانويل لوبو، حاكم ريو دي جانيرو البرتغالي، بإنشاء إدارة كولونيا وتأسيس كولونيا دو ساكرامينتو. كانت الحصن موجودًا على ساحل أوروجواي الحالي وتطور كعاصمة للإدارة. كان هدف لوبو الرئيسي تأمين التوسع البرتغالي في البرازيل خارج معاهدة تورديسيلاس عام 1494، التي حددت مناطق التأثير بين الدول الإيبيرية في الأمريكيتين. من عام 1580 إلى 1640، كانت إسبانيا تسيطر على البرتغال وبالتالي على جميع أراضيها في أمريكا. في عام 1681، هاجم خوسيه دي جارو بسرعة واستولى على الحصن الجديد لصالح إسبانيا. في 7 مايو 1681، بموجب معاهدة لشبونة المؤقتة، تم التنازل عنها للبرتغال.
كان نائبية بيرو تتطلب أن يذهب كل التجارة عبر ميناء ليما، على المحيط الهادئ. فشلت هذه السياسة في تطوير إمكانيات بوينس آيرس كميناء في المحيط الأطلسي، مما أضاف أشهرًا إلى نقل السلع والبضائع في كل اتجاه. أدت إلى تشجيع أنشطة التهريب الواسعة في المنطقة الشرقية، خاصة في أسونسيون وبوينس آيرس ومونتيفيديو.
في ظل هذه الظروف، أصدر نائب الملك مانويل دي أمات إي خونينت مرسومًا للحاكم السابق لريو دي لا بلاتا، بيدرو أنطونيو دي سيفالوس، بتأسيس نائبية جديدة في أغسطس 1776. وقد تم مقاومة هذا الحكم من قبل النخبة في ليما، لكنه تم فرضه. طلب كابيلدو كابتنية جنرال تشيلي من الملك أن يستبعدوا من النائبية الجديدة، وتم قبول ذلك.[10] تم تقسيم منطقة كويو، مع مدينتها الرئيسية ميندوزا، عن الكابتنية العامة لتشيلي. شعر القادة في سانتياغو بالاستياء من هذا الإجراء لأن منطقة كويو كانت قد تم استيطانها أصلاً من قبل المستوطنين الإسبان من تشيلي.
شجع رئيس الوزراء البرتغالي، ماركيز بومبال، على الاحتلال في الأراضي التي كانت قد منحت بالفعل للإسبان في معاهدة باريس (1763)، بعد هزيمة بريطانيا لفرنسا في حرب السبع سنوات. رد الملك تشارلز الثالث بسرعة على الظروف الميسرة: كان على فرنسا أن تكون حليفة كضامن للمعاهدة، وكانت بريطانيا العظمى، بسبب مشاكلها الاستعمارية الخاصة مع الثورة في الولايات المتحدة الثلاث عشرة في أمريكا الشمالية، تحافظ على حيادها في القضايا بين البرتغال وإسبانيا.
أما بيدرو دي سيفالوس فقد فاز بكولونيا ديل ساكرامينتو وجزر سانتا كاتارينا بعد حصار دام ثلاثة أيام، مما أفضى إلى توقيع معاهدة سان إلديفونسو الأولى. بهذا، انسحب البرتغاليون من ريو دي لا بلاتا وتركوا باندا أورينتال لصالح إسبانيا. وفي المقابل، قامت إسبانيا بتنازلهم عن منطقة ريو جراندي دو سول، التي طوّرتها البرتغال باعتبارها البرازيل. انتهى سيفالوس من عملياته العسكرية في هذا النقطة وبدأ العمل مع الحكومة، لكن
ه استبدل قريبًا بجوان خوسيه فيرتيس إي سالسيدو. كانت مهمة النائبية تعزيز الإنتاج المحلي للكتان والقنب كمحاصيل تصدير لتوريد صناعات القماش الإسبانية التي كانت تسعى العائلة الملكية البوربونية لتشجيعها.
مرحله نائب الملك المبكره
فرضت إسبانيا شروطًا عالية على التجارة المحلية، لكن تشارلز الثالث كان يهدف إلى تخفيف العبء. سمح بالتجارة عبر بوينس آيرس على متن سفن تحمل العلم الإسباني وكانت مأهولة بضباط بحرية إسبان. تم تضمين موانئ بوينس آيرس ومونتيفيديو في قائمة الموانئ الإسبانية المسموح لها بالتجارة مع بعضها البعض. تم استيراد بعض المنتجات الأمريكية الإسبانية دون الضرائب إلى إسبانيا، وكان من المفترض تخصيص قنصليات أو محاكم تجارية لجميع المدن ذات الموانئ، وهو سابق لما سيتطور في المستقبل، ليس تجارة حرة.[11]
من عام 1778 إلى 1788، ارتفعت التجارة بين إسبانيا وأمريكا الإسبانية بنسبة تقارب 700٪. حصلت بوينس آيرس على مكتب جمارك في عام 1778، ومونتيفيديو في عام 1789. استمرت السياسة الإسبانية في تقييد التجارة الأرجنتينية، حيث تم حظر تصدير الفضة من بوينس آيرس ومحاولة توجيه التصدير من بوتوسي.
في عام 1782، ألغى تشارلز الثالث نظام الكوريجيمينتو الذي كان يحدد تقسيمات الإقليم، واستبدله بالإنتندينسيا. كانت هذه التغييرات تهدف إلى تعزيز السلطة الملكية وتعزيز التمركز، حيث كانت بوينس آيرس هي الإنتندينسيا الرئيسية وكانت للمدن الأخرى إنتندينسيا إقليمية. في عام 1778، أعاد سيفالوس تأسيس المحكمة العليا لبوينس آيرس، مع الاحتفاظ بالمحكمة العليا في كوتشابامبا. على الرغم من التفويض في عام 1778، عجزت الصعوبات القانونية عن إنشاء قنصلية التجارة في بوينس آيرس حتى عام 1794.
في عام 1766، اشترت إسبانيا المستعمرة الفرنسية في جزر الفوكلاند، والتي تسمى بورت سانت لويس. بعد توليها التحكم الفعّال في عام 1767، وضعت الجزر تحت حكم حاكم يخضع للإدارة الاستعمارية في بوينس آيرس. أدت طرد المستوطنة البريطانية في عام 1770 إلى توتر العلاقات بين البلدين، ولكن معاهدة سلام سمحت للبريطانيين بالعودة من عام 1771 حتى عام 1776، دون أن يتنازل أي من الطرفين عن السيادة.

مرحله الانحدار
في القرن التاسع عشر، بدأت بوينس آيرس تصبح أكثر استقلالًا ذاتيًا، حيث كانت تنتج حوالي 600,000 رأس من الماشية سنويًا (يتم استهلاك ربعها محليًا تقريبًا). كانت المنطقة تتطور بسرعة، ولكن الحروب مع بريطانيا كانت ضربة كبيرة للاقتصاد الإقليمي، حيث كانت الاتصالات البحرية تشل تقريبًا. بدأت منطقة Alto Peru تظهر مقاومة لدعم إدارة ودفاع مصب ريو دي لا بلاتا، ورغم أنها كانت توفر الدعم الرئيسي، إلا أن إنتاج الفضة في بوتوسي كان في تراجع. في السنوات الأولى للمستعمرة الرئيسية، تم تغطية حوالي 75٪ من النفقات بإيرادات من الشمال.
حروب نابليون على القارة شغلت حكومة إسبانيا، وبعد هزيمتها، وضع نابليون شقيقه جوزيف على عرش إسبانيا. بحلول عام 1805، اضطرت إسبانيا لمساعدة فرنسا بسبب تحالفهما في عام 1795، وفقدت أسطولها للبريطانيين في معركة ترافالغار. حذر رئيس الوزراء الإسباني المستعمرة من احتمال غزو بريطاني، قائلاً إنه لا يستطيع تقديم الدعم لمدينة بوينس آيرس.
في 27 يونيو 1806، غزت قوة بريطانية بقيادة العقيد ويليام كار بيريسفورد بوينس آيرس بنجاح. فرار نائب الملك رافايل دي سوبريمونت إلى كوردوبا. تم رد القوات البريطانية من قبل الكريول في ديسمبر 1806، بفضل قوة مليشيا من مونتيفيديو بقيادة سانتياغو دي لينييس. في فبراير 1807، قاد تعزيزات بريطانية من حوالي 8,000 رجل بقيادة الجنرال سير سامويل أوتشموتي احتلال مونتيفيديو بعد معركة شرسة. في مايو، وصل الجنرال جون وايتلوك لتولي القيادة العامة وهاجم بوينس آيرس في 5 يوليو 1807. بعد فقدان أكثر من نصف قواته، الذين قتلوا أو أسروا، وقع وايتلوك وقف إطلاق النار وغادر إلى بريطانيا.
تطلع الطبقة البرجوازية الكريولية في وجه نقص الدعم من إسبانيا وهزيمة قوة عالمية على يد القوات المحلية، مما أضاف إلى ثقتها وشجع حركتها نحو الاستقلال. حتى عام 1814، كانت الأرجنتين قد حكمت ذاتياً لمدة حوالي أربع سنوات، وقد أعلنت باراغواي استقلالها بالفعل. تم حل المستعمرة على مستوى محلي بفعل دخول القوات المتمردة إلى مونتيفيديو بعد حصار دام لمدة عامين. استمرت الحرب في العليا بيرو حتى عام
ام 1825.

## الحكومة
تم إنشاء نائبية ريو دي لا بلاتا في عام 1776 بأمر من تشارلز الثالث ملك إسبانيا. على الرغم من أنها عملت كمستعمرة إسبانية، إلا أن ريو دي لا بلاتا كانت تقنيًا ملكًا شخصيًا لملك إسبانيا. وهذا سمح لإسبانيا الأوروبية وأقاليمها البعيدة بوجود قوانين ولوائح خاصة بها.
التبعيه
إنتيندينسيا (بالإسبانية: Intendencia) بوينس آيرس: مدن بوينس آيرس، كورينتيس، سانتا في، كولونيا، وكارمن دي باتاغونيس.
حكومة (بالإسبانية: Gobernación) مونتيفيديو: مدينة مونتيفيديو.
حكومة ميسيونيس: مدن سان إغناسيو، يابيو، وكانديلاريا.
إنتيندينسيا باراغواي: مدينة أسونسيون
إنتيندينسيا كوردوبا: مدن ريو كوارتو، كوردوبا، لا ريوخا، سان خوان، ميندوزا، وسان لويس
إنتيندينسيا سالتا: مدن كاتاماركا، سانتياغو ديل إستيرو، توكومان، سالتا، وخوخوي
حكومة تشيكيتوس
إنتيندينسيا بوتوسي: مدن بوتوسي وأورورو.
إنتيندينسيا لا باز: مدينة لا باز.
إنتيندينسيا كوتشابامبا: مدن كوتشابامبا وسانتا كروز دي لا سييرا.
إنتيندينسيا تشاركاس: مدينة تشاركاس (سوكري الحديثة).
حكومة موخوس

## أعلام
- مانويل خوسيه غارسيا